# Cyperus grandis
Cyperus grandis är en halvgräsart som beskrevs av Charles Baron Clarke. Cyperus grandis ingår i släktet papyrusar, och familjen halvgräs. Inga underarter finns listade i Catalogue of Life.